# Cathédrale Saint-Jacques de Montréal
Cette ancienne cathédrale ne doit pas être confondue avec une autre cathédrale de Montréal.
 D’autres cathédrales portent le nom de cathédrale Saint-Jacques.
La cathédrale Saint-Jacques de Montréal était une église catholique de Montréal dont les vestiges ont été intégrés au campus de l'Université du Québec à Montréal.

## Histoire
Le clocher de l'église de Saint-Jacques, aujourd'hui intégré au pavillon Judith-Jasmin de l'Université du Québec à Montréal, est érigé de 1855 à 1857. Trois églises ont occupé successivement cet emplacement.
Érigé en 1828, le lieu de culte est le premier à occuper cet emplacement. Il s'agit du nouveau siège de l'épiscopat, qui auparavant logeait dans l'église Notre-Dame et la chapelle de l'Hôtel-Dieu. En 1836, Rome reconnaît officiellement le diocèse de Montréal et l'église devient cathédrale.

### Première église

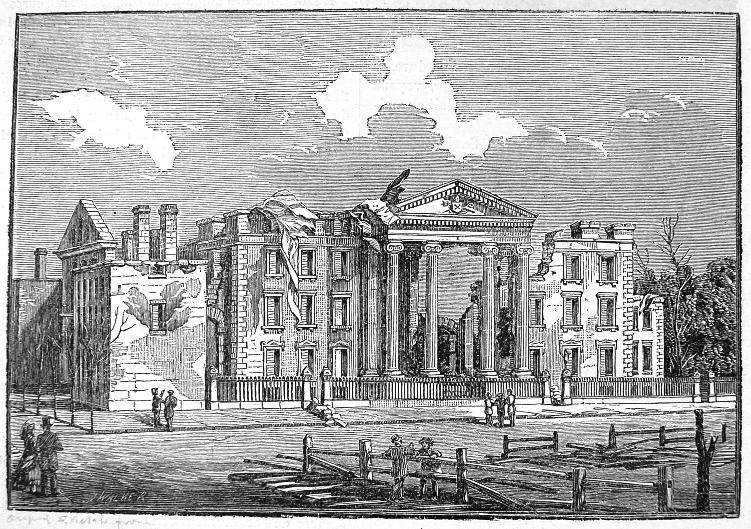
L'ancien palais épiscopal, au lendemain de l'incendie de 1852

L'apôtre Jacques, dit Jacques le Majeur, est désigné comme premier Patron de Montréal et de sa cathédrale, lors de la fondation du diocèse catholique, en 1836. Ce vocable est choisi par son premier évêque, Jean-Jacques Lartigue, qui était en fonction à Montréal depuis 1820 à titre d'auxiliaire de l'archevêque de Québec. En 1822, il décide de construire un nouveau siège épiscopal dans l'est du faubourg Saint-Laurent, ce qui fera du secteur le cœur du quartier français de la ville. C'est ce lieu de culte qui devient cathédrale Saint-Jacques de Montréal. Construite entre 1823 et 1825 sur la rue Saint-Denis, tout près de la rue Sainte-Catherine, sa venue contribue à dynamiser le secteur.
La cathédrale est détruite dans le grand incendie de Montréal de 1852.

### Nouvelle église
En 1854, Ignace Bourget prend la décision de reconstruire sa cathédrale dans la partie ouest de la ville de Montréal, au cœur du quartier anglo-protestant. Entre-temps, l’édifice religieux de la rue Saint-Denis est reconstruit pour en faire une église paroissiale. L’architecte anglais protestant John Ostell, constructeur des tours de la basilique Notre-Dame de Montréal, érige en 1857 sur les fondations de la première nef, seul vestige laissé par les flammes, une église d’inspiration gothique imprégnée des influences de l’époque. Dès l’année suivante, soit en 1858, un deuxième incendie détruit le nouveau bâtiment, en ne laissant debout que les murs. On confie alors la reconstruction à Victor Bourgeau, l’un des plus grands architectes montréalais de son époque.
La cathédrale devient une église paroissiale en 1866, après le déménagement de l'évêché dans l'ouest de la ville sous l'égide de Mgr Ignace Bourget (1799-1885).
En 1933, un troisième feu détruit l’œuvre de Victor Bourgeau. On reconstruit encore une fois rapidement l’église, en s’inspirant du style propre à Dom Bellot. Elle est choisie comme l'église de l’exposition universelle de 1967, avec une entrée qui communique directement avec le métro nouvellement inauguré.

### Campus de l'UQAM
Au milieu des années 1970, la construction du campus de l’Université du Québec à Montréal a lieu dans le quartier. La vieille église est condamnée et les fidèles sont déplacés vers la chapelle Notre-Dame-de-Lourdes. L'architecte de l'université, Dimitri Dimakopoulos, choisit de respecter les plans d'Ostell et de Bourgeau en greffant la nouvelle construction autour du mur du transept sud donnant sur la rue Sainte-Catherine et en mettant en relief le clocher et son portail, rue Saint-Denis.
Les vestiges de l'église Saint-Jacques sont classés monuments historiques par le gouvernement du Québec. Le nouveau campus de l’UQAM a été inauguré en septembre 1979.
Cette réalisation des bureaux d'architectes Dimitri Dimakopoulos et associés et Jodoin, Lamarre, Pratte et associés a été récompensée par le prix d'excellence de l'Ordre des architectes du Québec en 1980.

## Images

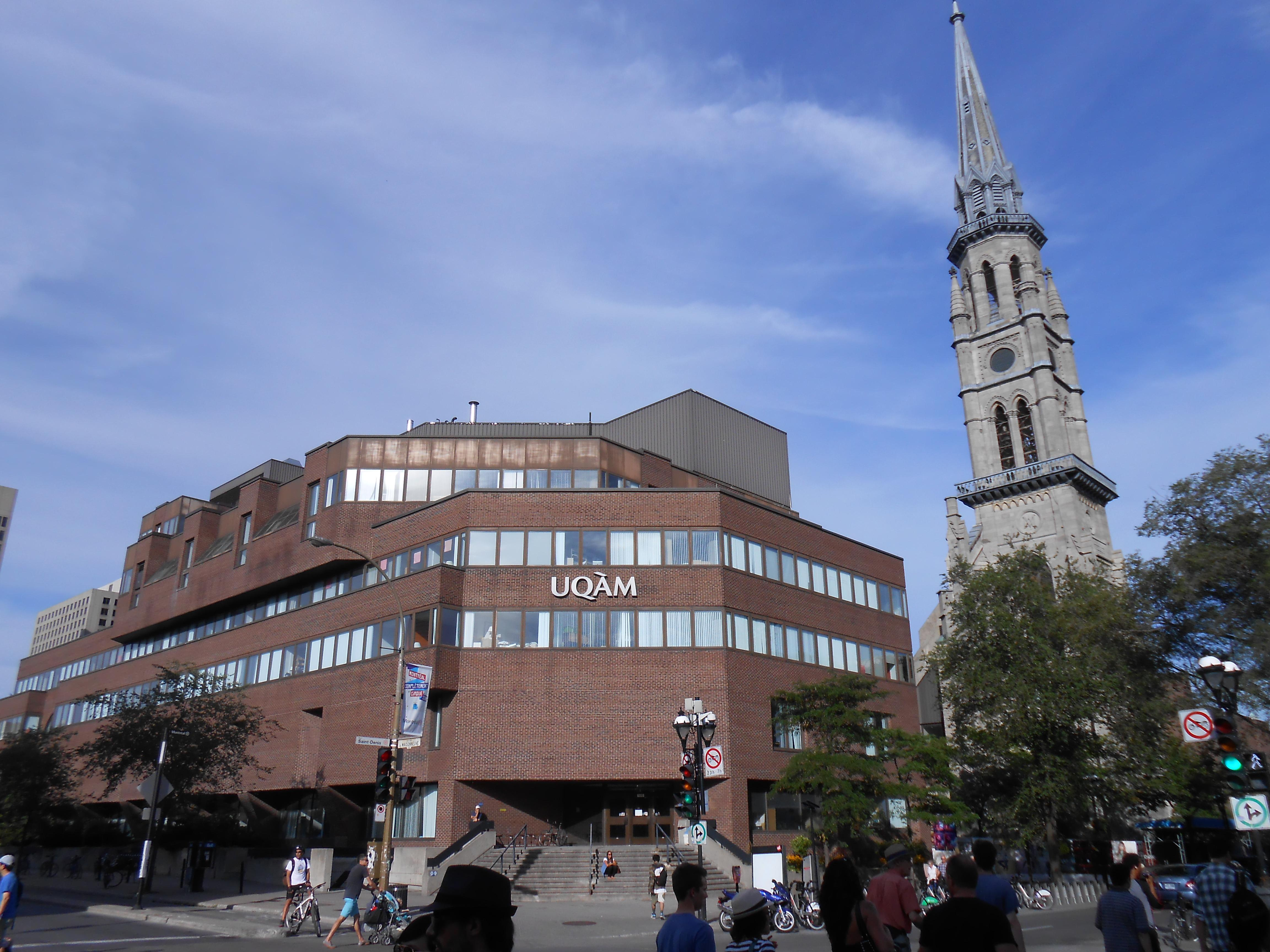
Pavillon Judith-Jasmin, UQAM
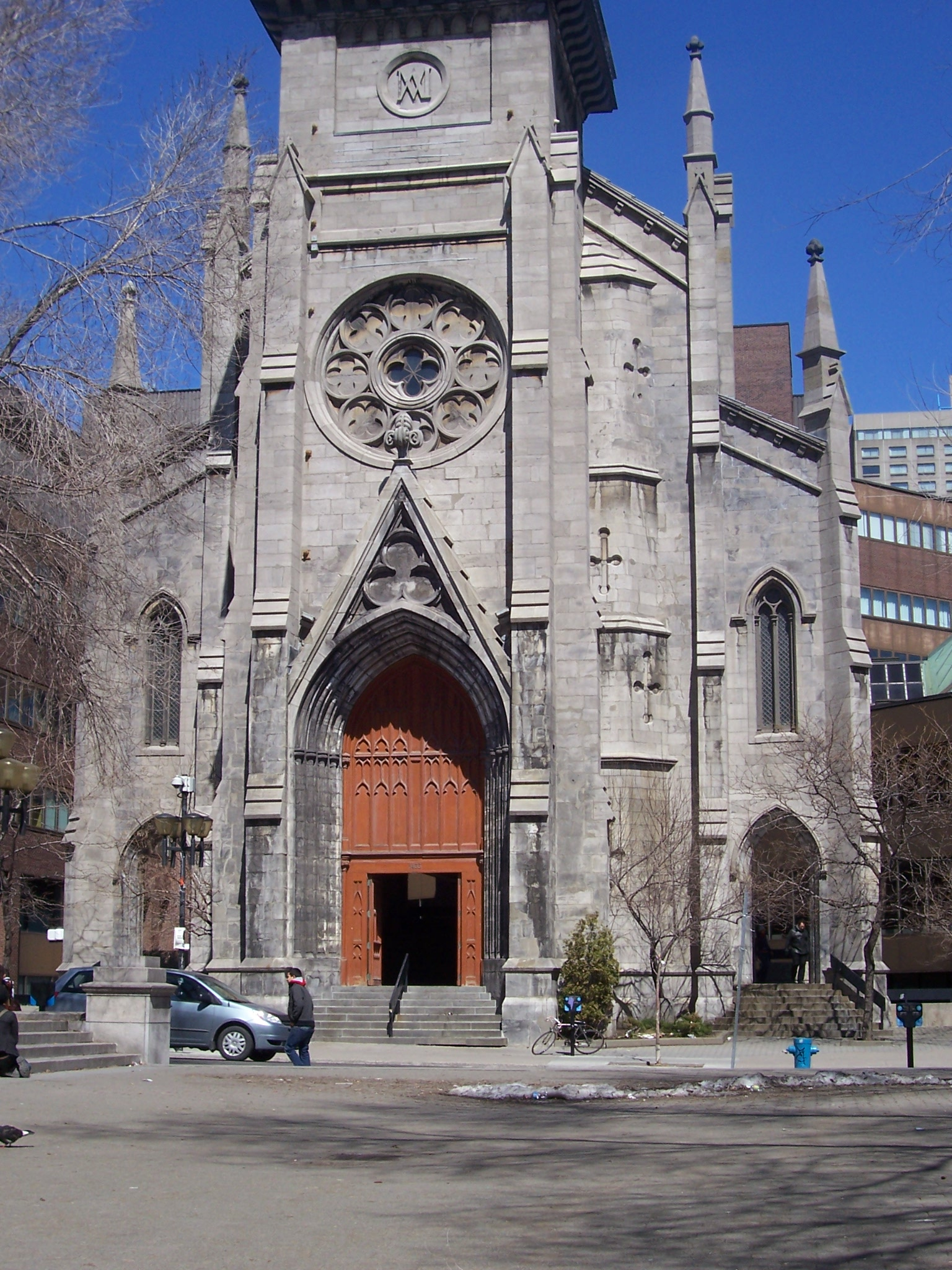
Porte du clocher
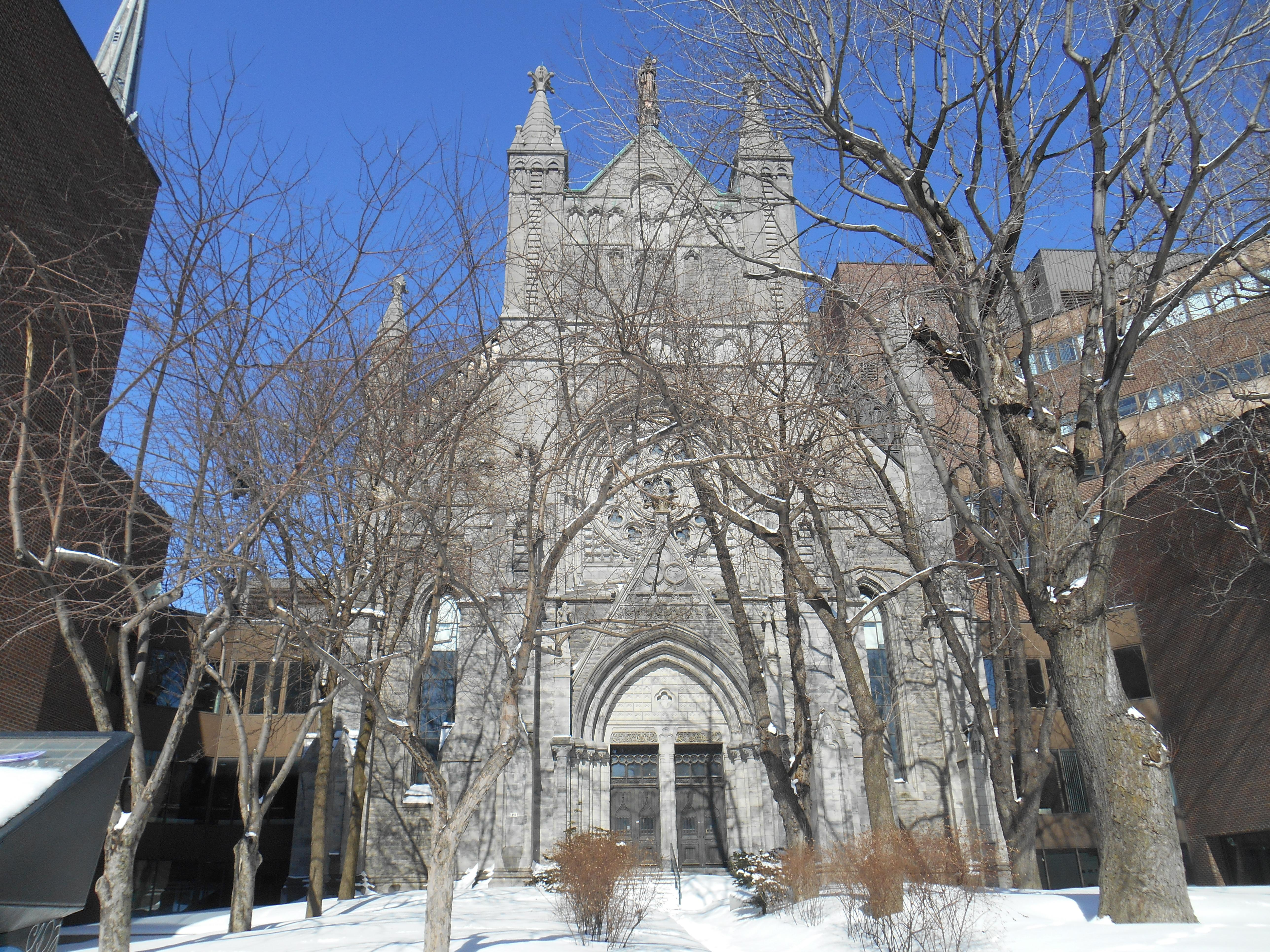
Transept sud

## Source
- Article de Claude Gagnon sur l'histoire de l'église Saint-Jacques de Montréal